# Aquilaria
Aquilaria Lam. è un genere di piante della famiglia Thymelaeaceae, diffuso nel sud-est asiatico.

## Tassonomia
Il genere comprende le seguenti specie:
- Aquilaria apiculata Merr.
- Aquilaria baillonii Pierre ex Lecomte
- Aquilaria banaense P.H.Hô
- Aquilaria beccariana Tiegh.
- Aquilaria brachyantha (Merr.) Hallier f.
- Aquilaria citrinicarpa (Elmer) Hallier f.
- Aquilaria crassna Pierre ex Lecomte
- Aquilaria cumingiana (Decne.) Ridl.
- Aquilaria decemcostata Hallier f.
- Aquilaria filaria (Oken) Merr.
- Aquilaria hirta Ridl.
- Aquilaria khasiana Hallier f.
- Aquilaria malaccensis Lam.
- Aquilaria microcarpa Baill.
- Aquilaria parvifolia (Quisumb.) Ding Hou
- Aquilaria rostrata Ridl.
- Aquilaria rugosa K.Le-Cong & Kessler
- Aquilaria sinensis (Lour.) Spreng.
- Aquilaria subintegra Ding Hou
- Aquilaria urdanetensis (Elmer) Hallier f.
- Aquilaria yunnanensis S.C.Huang